# Zwölf Fantasien für Viola da Gamba solo

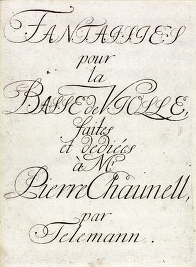
Titelseite von Zwölf Fantasien für Viola da Gamba solo

Zwölf Fantasien für Viola da Gamba solo, TWV 40:26–37, sind eine Sammlung von Kompositionen Georg Philipp Telemanns, die dieser 1735 in Hamburg unter dem französischen Titel Fantaisies pour la Basse de Violle veröffentlichte. Die Fantasien für Viola da gamba wurden lange für verloren gehalten, bis Thomas Fritzsch 2015 einen originalen Druck in der Ledenburg-Sammlung in Osnabrück fand. Sie wurden 2016 im Verlag Edition Güntersberg herausgegeben, von Fritzsch erstmals eingespielt und bei den Magdeburger Telemann-Festtagen 2016 aufgeführt.

## Geschichte
Telemann druckte seine Fantasien für Viola da gamba 1735 in seinem eigenen Verlag in Hamburg. Er bot seine Werke zur Subskription an, mit Kunden auch in Amsterdam, London und Paris, und gewährte einen Nachlass von 20 % für die Fantasien.
Basierend auf Forschungen des französischen Musikwissenschaftlers François-Pierre Goy konnte ein Druck der verloren geglaubten Fantasien im Niedersächsischen Landesarchiv in Osnabrück gefunden werden. Das Archiv beherbergt die private Ledenburg-Sammlung, die eine vollständige Sammlung der Werke enthält, die Telemann 1735 herausgab. Die Fantasien wurden von dem Gambisten Thomas Fritzsch erstmals wieder gespielt, der auch als Musikwissenschaftler an der Universität Leipzig arbeitet. Er spielte sie in der Klosterkirche von Zscheiplitz ein und führte sie in zwei Konzerten der Magdeburger Telemann-Festtage am 19. und 20. März 2016 auf.

## Die einzelnen Fantasien
Die Sammlung enthält die folgenden Werke:
1. Fantasia in c-Moll (Adagio – Allegro – Adagio – Allegro)
2. Fantasia in D-Dur (Vivace – Andante – Vivace Presto)
3. Fantasia in e-Moll (Largo – Presto – Vivace)
4. Fantasia in F-Dur (Vivace – Grave – Allegro)
5. Fantasia in B-Dur (Allegro – Largo – Allegro)
6. Fantasia in G-Dur (Scherzando – Dolce – Spirituoso)
7. Fantasia in g-Moll (Andante – Vivace – Allegro)
8. Fantasia in A-Dur (Allegro – Vivace – Allegro)
9. Fantasia in C-Dur (Presto – Grave – Allegro)
10. Fantasia in E-Dur (Dolce – Allegro – Dolce – Allegro Siciliana Scherzando)
11. Fantasia in d-Moll (Allegro – Grave – Allegro)
12. Fantasia in Es-Dur (Andante – Allegro – Vivace)

Die Fantasien wurden zu einer Zeit geschrieben, als das Instrument bereits aus der Mode kam. Telemann musste einfallsreich schreiben, um Käufer zu gewinnen. Ein Rezensent schrieb, dass der Komponist ein Füllhorn von gebrochenen Akkorden und Passagenspiel, ein- und mehrstimmiger Schreibweise ausschütte, sowohl in fugiertem als auch in galantem Stil („Telemann presents a cornucopia of broken chords, unison and contrapuntal writing, passagework and even some plucking; there’s also a nod to the fashion tussle of the time between the fugal and the galant style“).

## Aufführungen und Arrangement
Die Fantasien wurden nach ihrer Wiederentdeckung international aufgeführt, besonders im Telemann-Jahr 2017, 250 Jahre nach seinem Tod. Die Gambenklasse der Musikhochschule Frankfurt spielte sie in der Hochschule. Die Flötistin Monika Mandelartz arrangierte die Fantasien für Blockflöte, die sie als komplexe, musikalisch reiche Stücke beschrieb, die sich allerdings dem Spieler nicht unmittelbar erschließen („complex, musically rich pieces, albeit not immediately understandable to the performer“). Stephan Siktberg arrangierte sechs der Fantasien für Gitarre.

## Auszeichnung
Fritzsch wurde für die Einspielung der Fantasien mit dem ECHO Klassik 2017 in der Kategorie Welterstaufführung ausgezeichnet.

## Ausgabe
- Günter von Zadow, Thomas Fritzsch (Hrsg.): Telemann, Zwölf Fantasien für Viola da Gamba solo, 40:26–37, VdG, Moderne Ausgabe und Faksimile. Edition Güntersberg, 2016, ISBN 979-0-50174281-3 (guentersberg.de).